# Pull Up Some Dust and Sit Down
Albums de Ry Cooder
San Patricio
(2010) Election Special
(2012)
Pull Up Some Dust and Sit Down (2011) est le 14e album enregistré en studio par le guitariste, chanteur et compositeur américain, Ry Cooder.

## Présentation
C'est un album de chansons engagées (protest songs), contre les banquiers (No Banker left Behind), le parti républicain américain, la guerre en Afghanistan. Par exemple, dans Christmas Time This Year il dit au président américain George W Bush de "Take this war and shove it up your Crawford, Texas, ass".
Dans If there's a God, il critique le parti républicain en ces termes:
Republicans changed the lock on heaven's door
Keys to the kingdom don't fit no more
The poor working man Iike me and you
If we ain't got money we won't get through
If there's a God I think He's got to bottle up and go.

## Titres de l’album
Toutes les chansons sont écrites et composées par Ry Cooder.
| No  | Titre                                       | Durée |
| --- | ------------------------------------------- | ----- |
| 1.  | No Banker Left Behind                       | 3:36  |
| 2.  | El Corrido de Jesse James                   | 4:17  |
| 3.  | Quick Sand                                  | 3:17  |
| 4.  | Dirty Chateau                               | 5:29  |
| 5.  | Humpty Dumpty World                         | 4:18  |
| 6.  | Christmas Time This Year                    | 2:49  |
| 7.  | Baby Joined the Army                        | 6:35  |
| 8.  | Lord Tell Me Why (coécrit avec Jim Keltner) | 3:01  |
| 9.  | I Want My Crown                             | 2:37  |
| 10. | John Lee Hooker for President               | 6:08  |
| 11. | Dreamer                                     | 5:05  |
| 12. | Simple Tools                                | 5:07  |
| 13. | If There's a God                            | 3:06  |
| 14. | No Hard Feelings                            | 5:52  |

## Musiciens
- Rene Camacho – basse
- Edgar Castro – batterie, percussions, timbales
- Juliette Commagere – voix
- Joachim Cooder – basse, batterie
- Ry Cooder – bajo sexto, banjo, basse, guitare, claviers, mandola, mandoline, marimba, chant
- Raúl Cuellar – violon
- Terry Evans – voix
- Robert Francis – basse
- Arturo Gallardo – saxophone alto, clarinette, saxophone
- Carlos Gonzalez – trompette
- Willie Green – voix
- Jesus Guzman – violon
- Ismael Hernandez – violon
- Flaco Jimenez – accordéon
- Jimmy Cuellar – violon
- Jim Keltner – batterie
- Arnold McCuller – voix
- Pablo Molina – cor d'harmonie, sousaphone
- Erasto Robles – trombone